# New Mater Volley
O New Mater Volley, é um time italiano de voleibol masculino da cidade de Castellana Grotte.O clube disputará o Campeonato Italiano de Voleibol Masculino, série A2 em 2019-20, organizado pela FIPAV.

## Histórico
Fundado em março de 2009 com o nome de "Materdomini Volley.it" , voltada para as categorias de base, e disputou mais tarde as divisões inferiores nacional e comprou os direitos do Taranto Volley e alcançou a elite nacional em 2009-10, terminando na décima terceira posição e retornando a A2, depois na temporada 2011-12 conquistou a Copa A2 Itália em 2012, em Andria e novamente a promoção após vencer o playoff de promoção a elite italiana..
Em 2013 o clube decidiu renunciar a participação da série A1 e retornar a B2, alcançando duas promoções em tres anos, e retornaram a A2, contratando Pino Lorizio,  Líder Pugliese,  nomes como Rafael Pascual, Evandro Guerra, Mirko Corsano, Gianluca Nuzzo, Jorge Cannestracci, Marco Falaschi, Paolo Cozzi, Joel dos Santos Monteiro, Israel Rodríguez, Michal Rak, Robinson Alessandro Dvoranen, Cristian Casoli, Alexandre Ferreira, Giulio Sabbi, Viktor Yosifov e Enrico Cester, comandaram estes e outros atletas os seguintes técnicos: Radamés Lattari, Flavio Gulinelli, Ljubomir Travica e Vincenzo Di Pinto.

## Resultados obtidos nas principais competições

### Títulos conquistados
Liga dos Campeões
 Taça Challenge 
 Campeonato Italiano
 Copa Itália
 Supercopa Italiana
 Campeonato Italiano A2
 Copa Itália A2
- Campeão: 2011-12[1]